# Estación Ingeniero Ezcurra
Ingeniero Alberto Ezcurra era una estación ferroviaria del departamento Juan Francisco Borges, en la provincia de Santiago del Estero, Argentina.
Formaba parte de la red ferroviaria argentina, y del Ferrocarril General Belgrano.